# Sumber Brantas
Sumber Brantas is een bestuurslaag in het regentschap Batu van de provincie Oost-Java, Indonesië. Sumber Brantas telt 4313 inwoners (volkstelling 2010).